# Steve Nash
Stephen John Nash, detto Steve (Johannesburg, 7 febbraio 1974), è un dirigente sportivo, ex cestista e allenatore di pallacanestro canadese con cittadinanza britannica.
Professionista in NBA dal 1996 al 2015, ha vinto per due volte consecutive (2004-2005 e 2005-2006) il premio come MVP della stagione: oltre ad essere uno dei soli undici giocatori ad essere riuscito nella doppietta, è stato il primo bianco a vincere dai tempi di Larry Bird nonché il primo non statunitense (eccezion fatta per il naturalizzato Hakeem Olajuwon).
Nel 2018 è stato introdotto nella Naismith Memorial Basketball Hall of Fame.
È considerato uno dei migliori assistman di tutti i tempi.

## Biografia
Nash è nato a Johannesburg, in Sudafrica, da madre gallese e padre inglese, il 7 febbraio 1974. La sua famiglia si trasferì a Regina, Saskatchewan, quando aveva 18 mesi perché i suoi genitori rifiutarono le restrizioni imposte dall'Apartheid, prima di stabilirsi a Victoria, British Columbia. Ha giocato a hockey su ghiaccio e calcio e non ha cominciato a giocare a basket fino all'età di 12 o 13 anni. In terza media, tuttavia, ha detto a sua madre che un giorno avrebbe giocato nella NBA e sarebbe diventato una star.
Fratello maggiore dell'ex calciatore Martin Nash, dal 2005 al 2011 è stato sposato con Alejandra Amarilla, conosciuta nel 2001 e da cui ha avuto 2 gemelle Lola e Bella il 14 ottobre 2004, e un altro figlio di nome Matteo il 12 novembre 2010. Il giorno dopo la nascita di quest'ultimo ha annunciato che avrebbe divorziato.
Nel marzo 2016 viene reso noto il suo fidanzamento con Lilla Frederick, che ha sposato 6 mesi più tardi. Nel luglio 2017 la coppia ha avuto un figlio di nome Luca Sun.
È il padrino del cestista RJ Barrett.

## Caratteristiche tecniche
Ottimo tiratore, è uno dei 9 cestisti NBA facenti parte del club dei 50-40-90, costituito da quei giocatori che, in una o più stagioni, hanno raggiunto il 50% dal campo, il 40% da tre e il 90% ai tiri liberi. Era dotato di una grande visione di gioco che gli ha consentito di fornire molti assist ai compagni tanto da raggiungere il quinto posto nella classifica per numero di assist serviti in carriera (10.335).

## Carriera (giocatore)

### NBA

#### Phoenix Suns (1996-1998)
Dopo aver conseguito la laurea in sociologia e psicologia, viene selezionato al primo turno nel Draft NBA 1996 dai Phoenix Suns con la 15ª scelta assoluta. La sua scelta fu molto contestata dai fan, che si lamentavano del fatto che la squadra avesse scelto un giocatore semisconosciuto. Questo perché, nonostante le ottime prestazioni, Nash non giocava in una Conference importante. Durante le sue prime due stagioni ha giocato come riserva prima di Kevin Johnson e Sam Cassell e poi di Jason Kidd. Sia Johnson che Cassell avevano già avuto esperienze nelle NBA Finals mentre Kidd era stato la seconda scelta del Draft NBA 1994 ed era già un'All-Star al momento del suo arrivo a Phoenix.
Durante la sua prima stagione gioca in media solo 10,5 minuti a partita, ma durante la sua seconda stagione il suo minutaggio aumenta e riesce a classificarsi 13º per percentuale nel tiro da tre punti. Tuttavia la sua permanenza con i Suns non continua. Durante gli anni a Santa Clara aveva conosciuto e fatto amicizia con Donnie Nelson, assistente allenatore dei Dallas Mavericks, che a quel tempo era nello staff dei Golden State Warriors. Passato ai Mavericks Nelson riesce a convincere suo padre, Don Nelson, allora allenatore e general manager dei Mavs, a portare a Dallas il sottoutilizzato Nash. Dopo il Draft NBA 1998 viene ceduto ai Mavericks in cambio di Martin Müürsepp, Bubba Wells, dei diritti su Pat Garrity e su una futura scelta al Draft (che sarebbe poi stato Shawn Marion, futuro compagno di squadra di Nash nei Suns).

#### Dallas Mavericks (1998-2004)
È con i Mavericks che Nash si afferma come un formidabile playmaker. Durante la sua prima stagione con la squadra texana (iniziata in ritardo a causa del lockout 1998) gioca da titolare 40 partite con una media di 7,9 punti, 2,9 rimbalzi e 5,5 assist a partita. Con un record di 19-31 i Mavericks fallirono l'accesso ai play-off ma per la stagione 1999-2000 la prospettive della squadra erano notevolmente migliorate. Durante la stagione perde 25 partite a causa di un infortunio alla caviglia ma, ritornato in campo, segna 6 doppie doppie nell'ultimo mese di stagione regolare. Conclude la stagione con 8,6 punti e 4,9 assist di media. Molto importante per la squadra fu il contributo del compagno e amico di Nash Dirk Nowitzki, che diventa rapidamente un top player, del veterano Michael Finley, che aveva disputato un'annata da All-Star, e del nuovo proprietario della squadra, l'imprenditore Mark Cuban, che aveva portato nuove energie e motivazioni alla franchigia. Nash si ritrova quindi intorno un ottimo ambiente nel quale prosperare.
Nella stagione 2000-01 Nash totalizza 15,6 punti e 7,3 assist di media. Con Nash a dirigere l'azione, Nowitzki e Finley danno il loro meglio, e, con l'ingaggio dell'All-Star Juwan Howard, la squadra viene completata. I Mavericks conquistano l'accesso ai Playoff per la prima volta in più di 10 anni. I Mavericks vengono poi eliminati nelle semifinali di Western Conference dai San Antonio Spurs per 4-1, ma quello era l'inizio di un'era memorabile per Nash e i Mavericks. Nella stagione 2001-02 Nash, con un career-high di 17,9 punti e 7,7 assist a partita, si guadagna un posto per l'All-Star Game e nell'All-NBA Third Team. Diventato un All-Star, appare in numerosi spot televisivi ed è uno dei "Big Three" dei Mavericks con Nowitzki e Finley; durante questa stagione i Mavericks si qualificano nuovamente per i play-off venendo eliminati in semifinale dai Sacramento Kings per 4-1.
Nella stagione 2002-03 si ripete, con una media di 17,7 punti e 7,3 assist a partita e si riguadagna All-Star Game e All-NBA Third Team. Nash e Nowitzki guidano la squadra a una striscia di 14 partite vinte consecutivamente a inizio stagione e la portano fino alle finali di Western Conference, dove vengono eliminati per 4-2 dai San Antonio Spurs, futuri campioni NBA. È la seconda apparizione alle finali di Western Conference nella storia della franchigia. La stagione 2003-04 vede una massiccia opera di rafforzamento da parte dei Mavericks con le acquisizioni di Antoine Walker e Antawn Jamison ma anche un calo di prestazione da parte di Nash. Di conseguenza non viene selezionato per All-Star Game e nell'All-NBA Team nonostante avesse raggiunto i massimi in carriera in termini di assist (8,8) e precisione nei tiri liberi (91,6%). Nei play-off i Mavericks (acceduti ai playoff come quinta testa di serie ad ovest) vengono nuovamente eliminati dai Sacramento Kings per 4-1.

#### Phoenix Suns (2004-2012)
Al termine della stagione 2003-04 Nash, diventato free agent, tenta di discutere con Cuban (che pagava già complessivamente quasi 50 milioni di dollari per gli stipendi di Walker, Nowitzki, Finley e Jamison). Cuban, deciso a costruire la squadra intorno al giovane Nowitzki, e, non volendo rischiare facendo firmare a un trentenne un contratto a lungo termine, offre a Nash un quadriennale con opzione per il quinto a circa 9 milioni di dollari l'anno. Contemporaneamente i Suns decidono di offrire un contratto di sei anni a 63 milioni di dollari. Nash, riluttante a lasciare i Mavericks, decide allora di tornare da Cuban per ricevere un pareggiamento dell'offerta, al quale Cuban non acconsente; Nash si trasferisce allora ai Suns per la stagione 2004-05. Con i Suns Nash vincerà due premi MVP e il 14 luglio 2006 al The Late Show with David Letterman Cuban dichiara: "...sapete che Steve è un bravo ragazzo e io lo amo da morire, ma perché non poteva giocare da MVP per noi?".

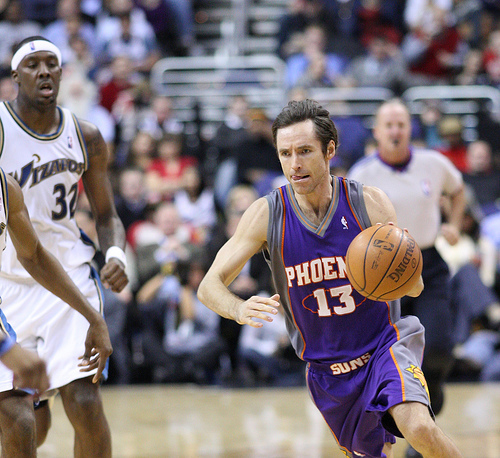
Nash in azione contro i Washington Wizards.

Nash approda in una squadra composta da molte giovani promesse come Shawn Marion, Joe Johnson e Amar'e Stoudemire. La stagione prima dell'arrivo di Nash i Suns avevano chiuso con un record di 29-53 ed erano destinati a disputare un'altra stagione deludente. L'allenatore Mike D'Antoni prediligeva un gioco molto veloce, e questo richiedeva giocatori piccoli e agili. La familiarità di Nash con questo tipo di gioco e l'atleticità dei suoi compagni porta i Suns a un record di 62-20 (il migliore della stagione) e una media di 110,4 punti a partita, la più alta negli ultimi 10 anni. Artefice di questa trasformazione, Nash colleziona 11,5 assist a partita tirando con il 50,2% dal campo e con il 43,1% da tre in stagione regolare. Riesce a strappare il titolo di MVP a Shaquille O'Neal diventando il primo canadese e il terzo playmaker dopo Magic Johnson e Bob Cousy. Durante i play-off i Suns sconfiggono prima i Memphis Grizzlies per 4-0 e poi i Dallas Mavericks per 4-2. Arrivati alle finali di Western Conference (dalle quali mancavano dal 1993) i Suns vengono però sconfitti dai San Antonio Spurs, arcirivali e futuri campioni NBA, per 4-1.
La stagione seguente Stoudemire subisce un grave infortunio al ginocchio mentre Johnson e Quentin Richardson vengono ceduti. I Suns sanno di non poter ripetere i risultati della stagione precedente ma, grazie a Nash, riescono comunque a vincere la Pacific Division con un rispettabile record di 54-28. I Suns sono ancora la squadra con la media punti più alta con addirittura sette giocatori con una media punti superiore a 10 e Nash viene votato per la prima volta titolare negli All-Star Western Conference. Con un career-high di punti (18,8), rimbalzi (4,2) percentuale dal campo (51,2), percentuale nei tiri liberi (leader della lega con 91,2) e assist (10,5), Nash viene eletto per la seconda volta MVP. Durante il primo turno dei Playoff i Suns, dopo essere stati in svantaggio per 3-1 contro i Los Angeles Lakers, riescono a vincere 4-3. Alle semifinali di Western Conference, contro i Los Angeles Clippers, vincono ancora 4-3. Vengono nuovamente eliminati alle finali di Western Conference dalla ex squadra di Nash, i Dallas Mavericks.

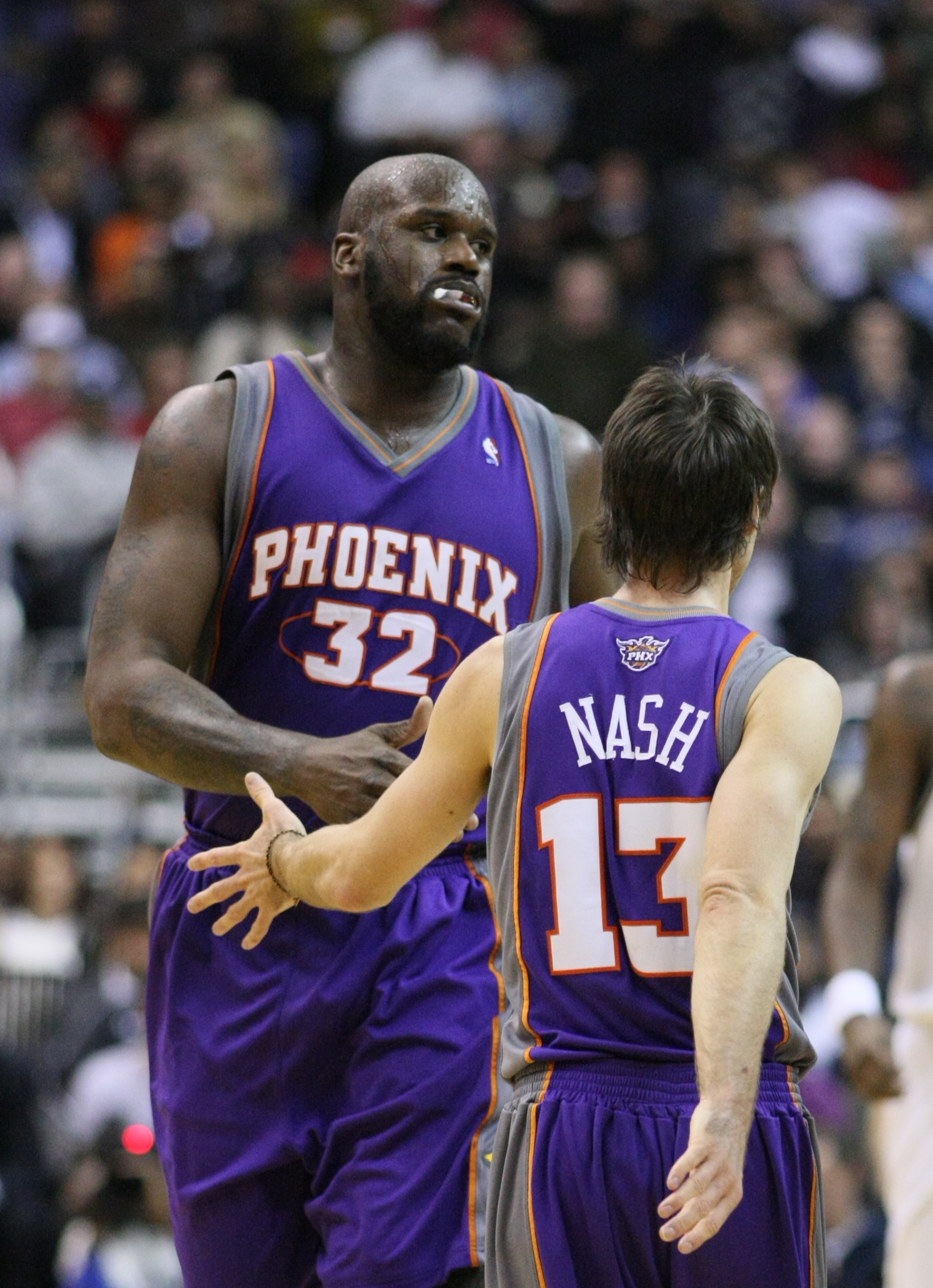
Nash con Shaquille O'Neal

Durante la stagione 2006-2007 Nash disputa un'altra ottima annata, con 18,6 punti e un career-high di 11,6 assist a partita, diventando così il primo dopo Magic Johnson nel 1990-91 a totalizzare 18 punti e 11 assist nella stagione regolare. Nash è il più votato per l'All-NBA First Team, in cui viene inserito insieme a Stoudemire; per la prima volta dopo l'inserimento di Kobe Bryant e Shaquille O'Neal nel 2003-2004 due compagni di squadra vengono inseriti nell'All-NBA First Team. Nash ricevette 129 voti (primo posto) e 645 punti dai 129 giornalisti. Ha sfiorato il terzo MVP consecutivo classificandosi secondo con 44 voti contro gli 83 di Dirk Nowitzki. Durante i Playoff i Suns eliminano i Los Angeles Lakers 4-1 venendo poi eliminati dagli Spurs 4-2.
Durante la stagione 2007-08 Nash gioca 81 partite in stagione regolare; durante questa stagione la Western Conference è particolarmente competitiva e i Suns si qualificano sesti con 55 vittorie per i play-off. Nonostante un calo di rendimenti in stagione regolare, la precisione di Nash rimane acuta, ripetendo quella del titolo MVP 2005-2006 (almeno il 50% nei tiri dal campo, il 40% nei tiri da tre e il 90% nei tiri liberi). Il 31 gennaio 2008 viene convocato per l'All-Star Game per la sesta volta in carriera. Nonostante questo, Nash continua a ottenere insuccessi nei play-off. Nonostante la cessione di Marion ai Miami Heat in cambio del quattro volte campione NBA Shaquille O'Neal, i Suns vengono sconfitti al primo turno dagli Spurs per la terza volta in quattro anni. Durante gara-5, decisiva per la serie, Nash viene accusato di soffrire di "ansia da eliminazione" perdendo la palla due volte negli ultimi due minuti. Nonostante questo viene inserito nell'All-NBA Second Team.
Prima della stagione 2008-09 l'allenatore Mike D'Antoni viene sostituito da Terry Porter, che passa a uno stile di gioco più difensivo. I Suns faticano ad adattarsi a questo nuovo stile di gioco e a dicembre cedono Raja Bell e Boris Diaw ai Charlotte Bobcats in cambio dell'atletica ala piccola Jason Richardson continuando a combattere. A febbraio Porter viene sostituito da Alvin Gentry dopo in record di 28-23, ma i Suns non riescono a qualificarsi per i play-off; Nash non partecipa quindi ai Playoff per la prima volta dal suo ritorno a Phoenix.

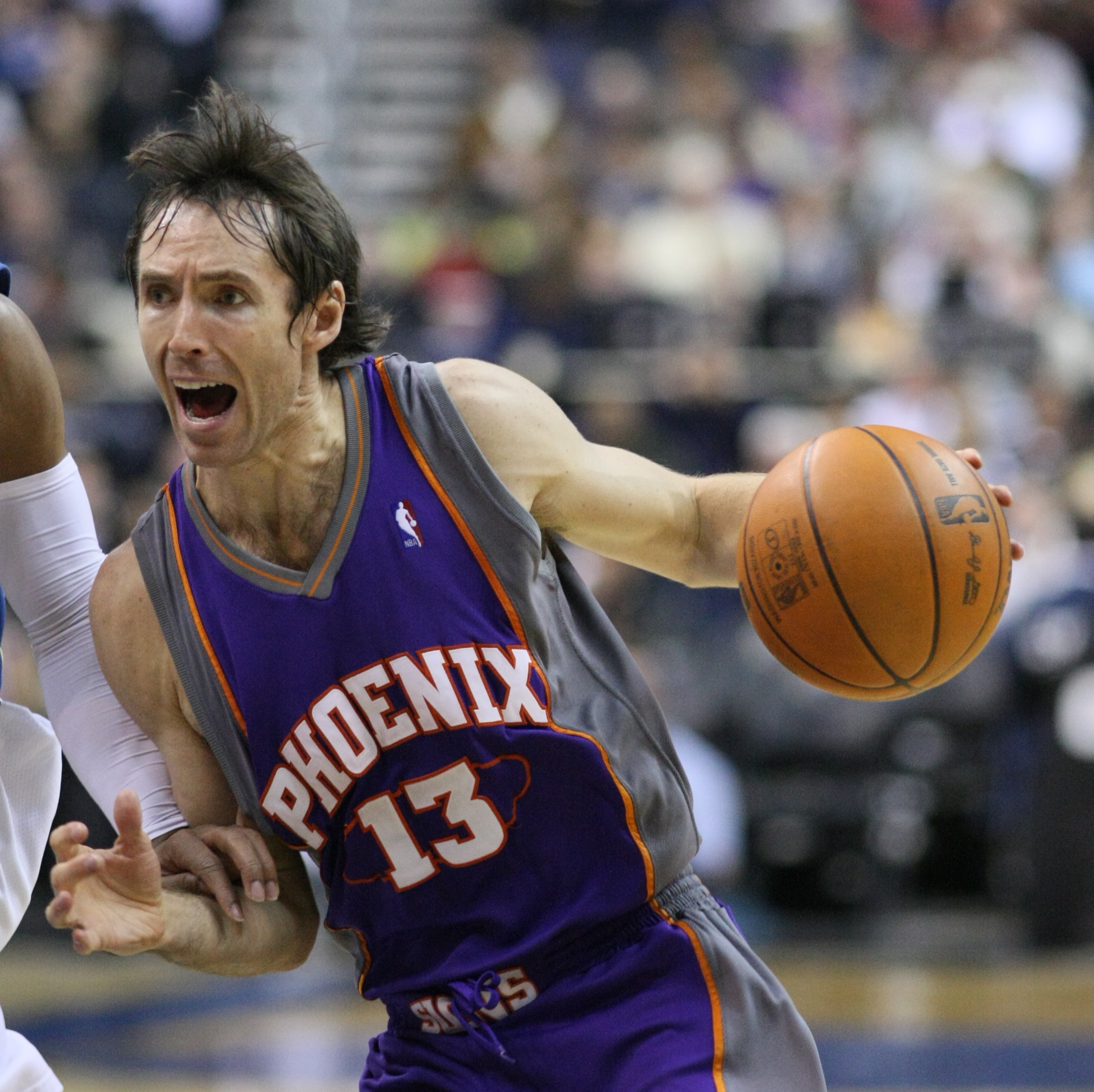
Nash con la maglia dei Suns

La stagione 2009-10 viene inaugurata dai Suns con una serie di ottime prestazioni che li fa partire con un record di 8-1 (migliore partenza dal 1980-81) con Nash che riesce a distribuire più di 20 assist in due partite. Il 21 gennaio 2010 Nash viene scelto come playmaker titolare negli All-Star Western Conference. Con Nash in regia i Suns rimangono la squadra con media punti più alta per la quinta stagione consecutiva e si classificano terzi nella Western Conference con 54 vittorie. Grazie alle solide prestazioni di Richardson e del veterano Grant Hill i Suns sconfiggono i Portland Trail Blazers per 4-2 e distruggono gli Spurs 4-0. Arrivati in finale di Western Conference i Suns affrontano i Los Angeles Lakers campioni NBA in carica: Lakers vincono le prime due partite ma i Suns riescono a riportare la serie in parità. Un tiro allo scadere di Ron Artest dà la vittoria ai Lakers in gara-5 e i 37 punti di Kobe Bryant in gara-6 fanno terminare la serie sul 4-2.
Durante la stagione 2010-11 il roster dei Suns viene pesantemente modificato per due volte. Durante la pre-season Stoudemire viene ingaggiato dai New York Knicks, Leandro Barbosa (ai Suns dal 2003) viene ceduto in cambio di Hedo Türkoğlu. Vengono ingaggiati inoltre Josh Childress e Hakim Warrick. Durante la stagione Türkoğlu, Richardson e Earl Clark vengono ceduti agli Orlando Magic in cambio di Vince Carter, Marcin Gortat e Mickaël Piétrus, mentre il giovane talento Goran Dragić viene ceduto agli Houston Rockets in cambio di Aaron Brooks. I Suns incappano in molte difficoltà a causa dei numerosi cambiamenti e non riescono a qualificarsi ai Playoff per la seconda volta dal ritorno di Nash.
La stagione 2011-12 è accorciata a causa del lockout a 66 partite invece delle canoniche 82
Nel febbraio 2012 viene convocato per il suo sesto All-Star Game; al momento della convocazione era l'assist-leader in NBA.
Il 21 febbraio 2012, nella partita contro i Denver Nuggets, supera Oscar Robertson in numero di assist in carriera.
Nonostante Nash continui a mantenere delle medie di grandissimo livello e la squadra riesca a chiudere la stagione con 33 vittorie e 33 sconfitte i Suns mancano l'accesso alla post-season per il secondo anno consecutivo e Nash decide di abbandonare Phoenix.

#### Los Angeles Lakers (2012-2013)

##### Le ultime stagioni e il ritiro

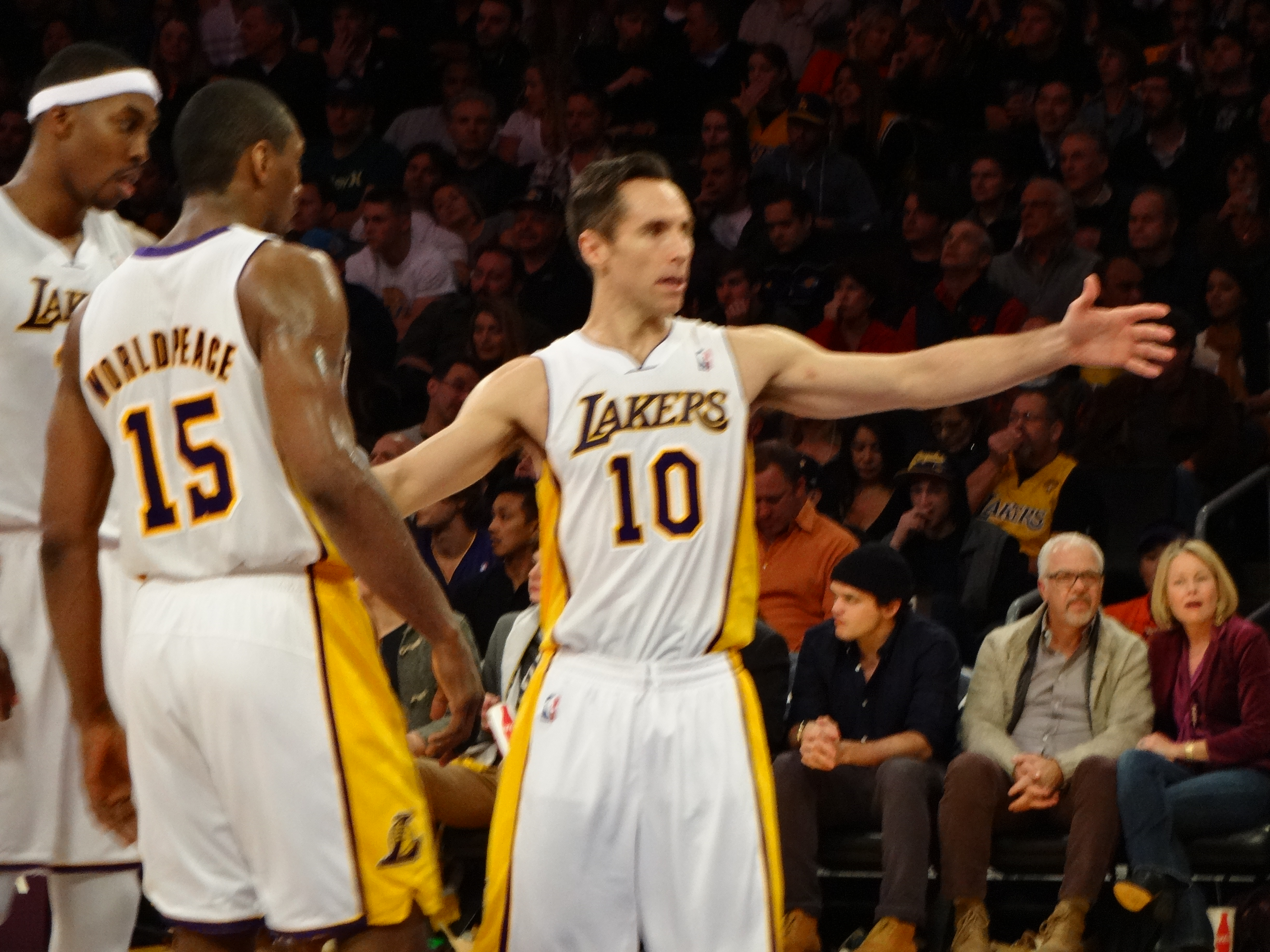
Steve Nash con i Lakers

Il 4 luglio 2012 firma un contratto sign-and-trade (firma e scambia) con i Suns e viene ceduto ai Los Angeles Lakers in cambio delle prime scelte del 2013 e 2015, delle seconde scelte del 2013 e 2014 e un indennizzo di 9 milioni di dollari, firmando un contratto triennale a 25 milioni di dollari. Nonostante le uniche destinazioni possibili sembrassero all'inizio Toronto Raptors, Brooklyn Nets, New York Knicks e Dallas Mavericks, Nash sceglie di trasferirsi ai Lakers per stare vicino alla famiglia, che vive a Phoenix. Poiché il suo numero abituale, il 13, è stato ritirato dai Lakers in onore di Wilt Chamberlain, Nash sceglie il numero 10 in onore di tutti i dieci del mondo del calcio. Si infortuna gravemente e salta 30 partite. Al suo ritorno contro i Golden State Warriors mette a referto 12 punti e nove assist e va a ricomporre il duo con Mike D'Antoni già suo allenatore a Phoenix, che nel frattempo era stato nominato allenatore dei Lakers al posto dell'esonerato Mike Brown.
Nella partita contro gli Houston Rockets dell'8 gennaio 2013 diventa il quinto giocatore nella storia della NBA a superare quota 10.000 assist. Il 9 aprile 2014, sempre contro gli Houston Rockets diventa il 3º miglior assist-man nella storia dell'NBA, superando Mark Jackson. Il 21 marzo 2015, a seguito di una stagione in cui non ha mai giocato per problemi fisici, all'età di 41 anni, annuncia il suo ritiro.

## Carriera (allenatore)

### Brooklyn Nets (2020-2022)
Il 3 settembre 2020 viene nominato capo allenatore dei Brooklyn Nets. Firma un contratto che lo lega alla franchigia per 4 anni, prendendo il posto di Kenny Atkinson. Il 22 dicembre 2020, al suo debutto assoluto come capo allenatore, sconfigge i Golden State Warriors con un punteggio di 125-99.Tuttavia, il 1° novembre 2022, viene licenziato dalla franchigia di Brooklyn.

## Fuori dal campo
Nash è un grande appassionato di calcio, tanto che si allenò con l'Inter nel 2013, mentre nel 2016 comprò l'81% delle azioni del Maiorca.
Nel giugno 2023 partecipa al torneo TST Roster, negli Stati Uniti, nelle file del Como 1907, dopo questa esperienza Nash rimane affascinato dalla storia del club lariano diventandone un sostenitore oltre a essere un grande tifoso del Wrexham

## Statistiche
| * | Primo nella lega |

### NCAA
| Anno      | Squadra          | PG  | PT | MP   | TC%  | 3P%  | TL%  | RP  | AP  | PRP | SP  | PP   |
| --------- | ---------------- | --- | -- | ---- | ---- | ---- | ---- | --- | --- | --- | --- | ---- |
| 1992-1993 | S. Clara Broncos | 31  | -  | 24,0 | 42,4 | 40,8 | 82,5 | 2,5 | 2,2 | 0,8 | 0,1 | 8,1  |
| 1993-1994 | S. Clara Broncos | 26  | -  | 29,9 | 41,4 | 39,9 | 83,1 | 2,5 | 3,7 | 1,3 | 0,0 | 14,6 |
| 1994-1995 | S. Clara Broncos | 27  | -  | 33,4 | 44,4 | 45,4 | 87,9 | 3,8 | 6,4 | 1,7 | 0,1 | 20,9 |
| 1995-1996 | S. Clara Broncos | 29  | -  | 33,8 | 43,0 | 34,4 | 89,4 | 3,5 | 6,0 | 1,3 | 0,0 | 17,0 |
| Carriera  | Carriera         | 113 | -  | 30,1 | 43,0 | 40,1 | 86,7 | 3,1 | 4,5 | 1,3 | 0,1 | 14,9 |

### NBA

#### Regular season
| Anno      | Squadra          | PG   | PT   | MP   | TC%  | 3P%  | TL%   | RP  | AP    | PRP | SP  | PP   |
| --------- | ---------------- | ---- | ---- | ---- | ---- | ---- | ----- | --- | ----- | --- | --- | ---- |
| 1996-1997 | Phoenix Suns     | 65   | 2    | 10,5 | 42,3 | 41,8 | 82,4  | 1,0 | 2,1   | 0,3 | 0,0 | 3,3  |
| 1997-1998 | Phoenix Suns     | 76   | 9    | 21,9 | 45,9 | 41,5 | 86,0  | 2,1 | 3,4   | 0,8 | 0,1 | 9,1  |
| 1998-1999 | Dallas Mavericks | 40   | 40   | 31,7 | 36,3 | 37,4 | 82,6  | 2,9 | 5,5   | 0,9 | 0,1 | 7,9  |
| 1999-2000 | Dallas Mavericks | 56   | 27   | 27,4 | 47,7 | 40,3 | 88,2  | 2,2 | 4,9   | 0,7 | 0,1 | 8,6  |
| 2000-2001 | Dallas Mavericks | 70   | 70   | 34,1 | 48,7 | 40,6 | 89,5  | 3,2 | 7,3   | 1,0 | 0,1 | 15,6 |
| 2001-2002 | Dallas Mavericks | 82   | 82   | 34,6 | 48,3 | 45,5 | 88,7  | 3,1 | 7,7   | 0,6 | 0,0 | 17,9 |
| 2002-2003 | Dallas Mavericks | 82   | 82   | 33,1 | 46,5 | 41,3 | 90,9  | 2,9 | 7,3   | 1,0 | 0,1 | 17,7 |
| 2003-2004 | Dallas Mavericks | 78   | 78   | 33,5 | 47,0 | 40,5 | 91,6  | 3,0 | 8,8   | 0,9 | 0,1 | 14,5 |
| 2004-2005 | Phoenix Suns     | 75   | 75   | 34,3 | 50,2 | 43,1 | 88,7  | 3,3 | 11,5* | 1,0 | 0,1 | 15,5 |
| 2005-2006 | Phoenix Suns     | 79   | 79   | 35,4 | 51,2 | 43,9 | 92,1* | 4,2 | 10,5* | 0,8 | 0,2 | 18,8 |
| 2006-2007 | Phoenix Suns     | 76   | 76   | 35,3 | 53,2 | 45,5 | 89,9  | 3,5 | 11,6* | 0,8 | 0,1 | 18,6 |
| 2007-2008 | Phoenix Suns     | 81   | 81   | 34,3 | 50,4 | 47,0 | 90,6  | 3,5 | 11,1  | 0,7 | 0,1 | 16,9 |
| 2008-2009 | Phoenix Suns     | 74   | 74   | 33,6 | 50,3 | 43,9 | 93,3  | 3,0 | 9,7   | 0,7 | 0,1 | 15,7 |
| 2009-2010 | Phoenix Suns     | 81   | 81   | 32,8 | 50,7 | 42,6 | 93,8  | 3,3 | 11,0* | 0,5 | 0,1 | 16,5 |
| 2010-2011 | Phoenix Suns     | 75   | 75   | 33,3 | 49,2 | 39,5 | 91,2  | 3,5 | 11,4* | 0,6 | 0,1 | 14,7 |
| 2011-2012 | Phoenix Suns     | 62   | 62   | 31,6 | 53,2 | 39,0 | 89,4  | 3,0 | 10,7  | 0,6 | 0,1 | 12,5 |
| 2012-2013 | L.A. Lakers      | 50   | 50   | 32,5 | 49,7 | 43,8 | 92,2  | 2,8 | 6,7   | 0,6 | 0,1 | 12,7 |
| 2013-2014 | L.A. Lakers      | 15   | 10   | 20,9 | 38,3 | 33,3 | 91,7  | 1,9 | 5,7   | 0,5 | 0,1 | 6,8  |
| Carriera  | Carriera         | 1217 | 1052 | 31,3 | 49,0 | 42,8 | 90,4  | 3,0 | 8,5   | 0,7 | 0,1 | 14,3 |
| All-Star  | All-Star         | 7    | 2    | 15,9 | 42,9 | 25,0 | 0,0   | 2,0 | 6,7   | 0,4 | 0,1 | 3,7  |

#### Play-off
| Anno     | Squadra          | PG  | PT  | MP   | TC%  | 3P%  | TL%   | RP  | AP    | PRP | SP  | PP   |
| -------- | ---------------- | --- | --- | ---- | ---- | ---- | ----- | --- | ----- | --- | --- | ---- |
| 1997     | Phoenix Suns     | 4   | 0   | 3,8  | 22,2 | 25,0 | -     | 0,3 | 0,3   | 0,3 | 0,3 | 1,3  |
| 1998     | Phoenix Suns     | 4   | 1   | 12,8 | 44,4 | 20,0 | 62,5  | 2,5 | 1,8   | 0,5 | 0,0 | 5,5  |
| 2001     | Dallas Mavericks | 10  | 10  | 37,0 | 41,7 | 41,0 | 88,2  | 3,2 | 6,4   | 0,6 | 0,1 | 13,6 |
| 2002     | Dallas Mavericks | 8   | 8   | 40,4 | 43,2 | 44,4 | 97,1  | 4,0 | 8,8   | 0,5 | 0,0 | 19,5 |
| 2003     | Dallas Mavericks | 20  | 20  | 36,5 | 44,7 | 48,7 | 87,3  | 3,5 | 7,3   | 0,9 | 0,1 | 16,1 |
| 2004     | Dallas Mavericks | 5   | 5   | 39,4 | 38,6 | 37,5 | 88,9  | 5,2 | 9,0*  | 0,8 | 0,0 | 13,6 |
| 2005     | Phoenix Suns     | 15  | 15  | 40,7 | 52,0 | 38,9 | 91,9  | 4,8 | 11,3* | 0,9 | 0,2 | 23,9 |
| 2006     | Phoenix Suns     | 20  | 20  | 39,9 | 50,2 | 36,8 | 91,2  | 3,7 | 10,2* | 0,4 | 0,3 | 20,4 |
| 2007     | Phoenix Suns     | 11  | 11  | 37,5 | 46,3 | 48,7 | 89,1  | 3,2 | 13,3* | 0,4 | 0,1 | 18,9 |
| 2008     | Phoenix Suns     | 5   | 5   | 36,6 | 45,7 | 30,0 | 91,7  | 2,8 | 7,8   | 0,4 | 0,2 | 16,2 |
| 2010     | Phoenix Suns     | 16  | 16  | 33,7 | 51,8 | 38,0 | 89,3  | 3,3 | 10,1  | 0,3 | 0,1 | 17,8 |
| 2013     | L.A. Lakers      | 2   | 2   | 30,5 | 43,5 | 0,0  | 100,0 | 2,5 | 4,5   | 0,0 | 0,0 | 12,5 |
| Carriera | Carriera         | 120 | 113 | 35,7 | 47,3 | 40,6 | 90,0  | 3,5 | 8,8   | 0,6 | 0,1 | 17,3 |

#### Massimi in carriera
- Massimo di punti: 48 vs Dallas Mavericks (15 maggio 2005)[25]
- Massimo di rimbalzi: 13 (2 volte)
- Massimo di assist: 23 vs Los Angeles Lakers (29 aprile 2007)
- Massimo di stoppate: 2 (7 volte)
- Massimo di palle rubate: 5 vs Boston Celtics (18 dicembre 2000)
- Massimo di minuti giocati: 55 vs New York Knicks (2 gennaio 2006)

### Allenatore
| Stagione | Squadra       | Regular Season | Regular Season | Regular Season | Regular Season | Regular Season          | Post Season                                             |
| Stagione | Squadra       | V              | P              | % V            | G              | Posizione finale        | Post Season                                             |
| -------- | ------------- | -------------- | -------------- | -------------- | -------------- | ----------------------- | ------------------------------------------------------- |
| 2020-21  | Brooklyn Nets | 48             | 24             | 66,7           | 72             | 2º in Atlantic Division | Sconfitto alle Semifinali di Conference dai Bucks (3-4) |
| 2021-22  | Brooklyn Nets | 44             | 38             | 53,7           | 82             | 4º in Atlantic Division | Sconfitto al Primo Round dai Celtics (0-4)              |
| 2022-23  | Brooklyn Nets | 2              | 5              | 28,6           | 7              | Esonerato               | -                                                       |
|          | Carriera      | 94             | 67             | 58,3           | 161            |                         |                                                         |

## Palmarès
- MVP della regular season: 2

2005, 2006
- All-NBA Team: 7

First Team: 2005, 2006, 2007
Second Team: 2008, 2010
Third Team: 2002, 2003

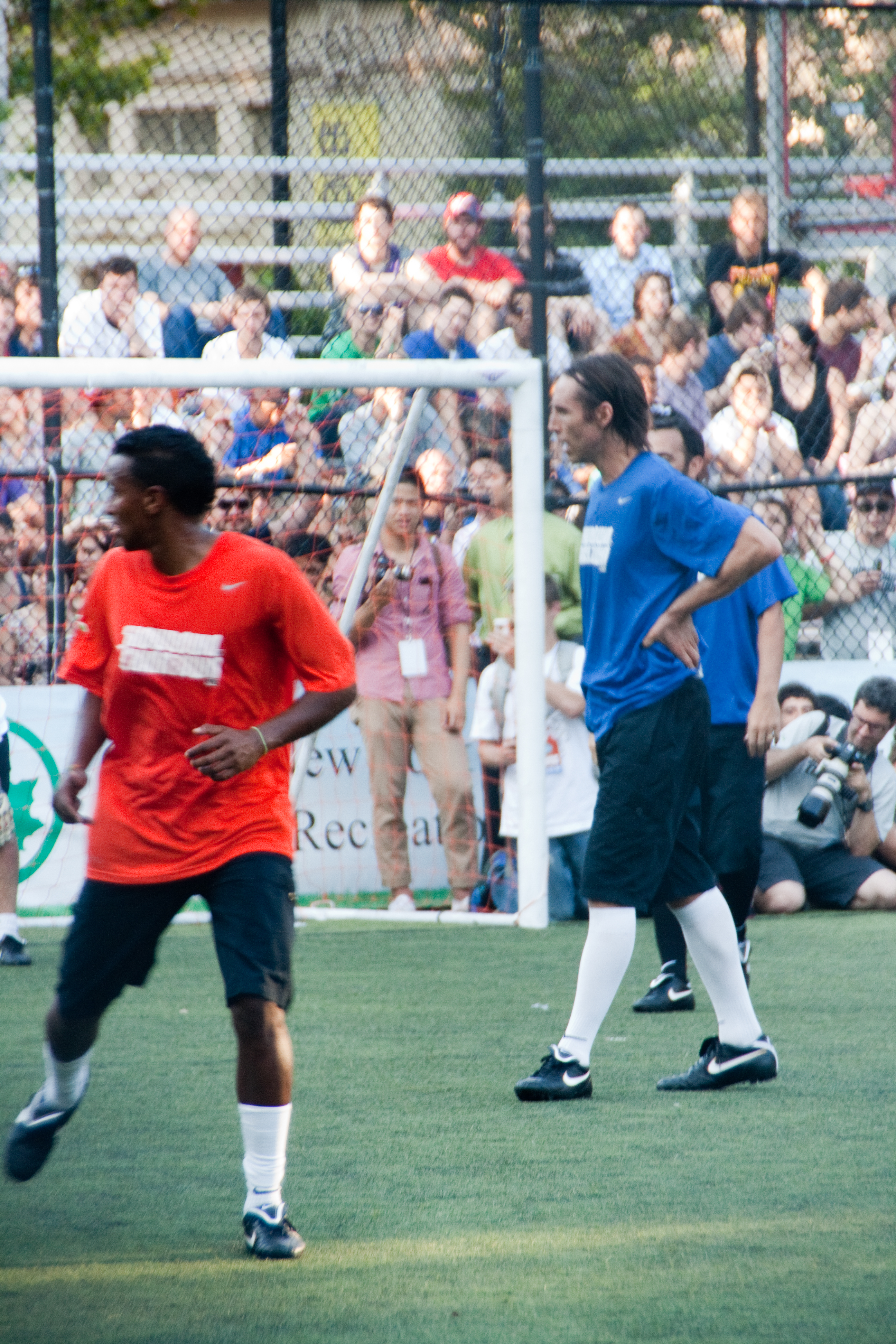
Steve Nash mentre gioca a calcio nel 2010

- Miglior passatore NBA: 5 (4° migliore di sempre dopo John Stockton (9), Bob Cousy (8), Oscar Robertson (6) )

2005, 2006, 2007, 2010, 2011
- 2 volte miglior tiratore di liberi NBA (2006, 2010)

- Convocazioni all'NBA All-Star: 8

2002, 2003, 2005, 2006, 2007, 2008, 2010, 2012
- Quinto per numero di assist di sempre NBA

- Nono migliore giocatore di sempre per assist a partita NBA in regular season (8,49 assist a partita)

- Il 23 novembre 2010 ha superato quota 15.000 punti in carriera.[26]

- Inserito nel NBA 75th Anniversary Team